# Acyrtus simon
Uma nova espécie de peixe-ventosa, Acyrtus simon, foi descoberta em 2022 na Ilha da Trindade, Brasil, por pesquisadores de diversas instituições brasileiras e da California Academy of Sciences.  Este pequeno peixe de coloração rosa, que mede cerca de 3 cm, possui uma ventosa no ventre que o ajuda a se fixar em recifes vulcânicos, resistindo às fortes correntes marinhas.  O nome da espécie homenageia o biólogo Thiony Simon, falecido durante a pesquisa.  Endêmico da ilha, o Acyrtus simon se abriga em cavidades de ouriços-do-mar, compartilhando o espaço com outras espécies endêmicas.
Análises filogenéticas indicam que o Acyrtus simon faz parte de um grupo de espécies brasileiras que colonizaram o Atlântico Sul Ocidental há milhões de anos.  Devido à sua distribuição restrita e às ameaças ao seu habitat, como a poluição por plástico, os pesquisadores recomendam que a espécie seja classificada como Vulnerável. A descoberta reforça a importância da Ilha da Trindade como um centro de biodiversidade e destaca a necessidade de proteger este ambiente insular único.

## Etimologia
A etimologia de Acyrtus simon envolve duas partes distintas: "Acyrtus" e "simon". O gênero Acyrtus foi descrito por Schultz em 1944. Já o nome específico "simon" é uma homenagem a Thiony Emanuel Simon, um ictiologista que dedicou sua carreira ao estudo de peixes de recife, com um foco particular na biodiversidade de peixes da Cadeia Vitória-Trindade. Thiony Simon, doutor em biologia animal pela Ufes, faleceu durante um mergulho em seu pós-doutorado, e a escolha de seu nome é uma forma de honrar sua memória e contribuições para a ictiologia. O nome "simon" é tratado como um substantivo em aposição, indicando que ele qualifica o gênero Acyrtus, em vez de descrevê-lo.

## Taxonomia e evolução
O Acyrtus simon é classificado dentro da família Gobiesocidae, conhecida como peixes-ventosa. O gênero Acyrtus é representado por cinco espécies válidas encontradas no Atlântico Ocidental e uma recentemente descrita no Pacífico Oriental. A nova espécie, Acyrtus simon, foi descrita como endêmica da Ilha da Trindade, Brasil. A descrição foi baseada em análises morfológicas detalhadas de oito espécimes tipo, coletados durante uma expedição à Ilha da Trindade em 2009. As amostras foram preservadas e depositadas em várias coleções de peixes, incluindo as da Universidade Federal do Espírito Santo (CIUFES) e da California Academy of Sciences (CAS-ICH). A identificação de Acyrtus simon como uma nova espécie foi baseada em caracteres merísticos e morfométricos distintos, bem como em diferenças genéticas. A taxonomia tradicional, que caracteriza as espécies externamente, foi utilizada como metodologia principal na descrição, destacando a importância da taxonomia para a conservação.
Análises filogenéticas revelaram que o Acyrtus simon faz parte de um grupo monofilético de espécies brasileiras, que colonizaram o Atlântico Sul Ocidental há cerca de 2,6 milhões de anos. Este clado brasileiro inclui também o Acyrtus pauciradiatus, restrito ao Arquipélago de Fernando de Noronha e ao Atol das Rocas, e uma espécie ainda não descrita do litoral brasileiro. A relação próxima entre o Acyrtus simon e esta espécie não descrita do litoral brasileiro foi confirmada pela rede de haplótipos e pelos valores de FST. A análise filogenética baseada no gene mitocondrial COI sugere que o Acyrtus simon apresenta baixa diversidade genética e não mostra evidências de expansão populacional recente. A história evolutiva do gênero Acyrtus indica que a diversificação ocorreu principalmente durante o Plioceno e o Pleistoceno, com o clado brasileiro sendo o mais jovem, diversificando-se há cerca de 2,55 milhões de anos.

## Distribuição e Habitat
O Acyrtus simon é uma espécie endêmica da Ilha da Trindade, localizada a 1.140 km da costa brasileira. A Ilha da Trindade faz parte do arquipélago Martin Vaz. Existem registros não confirmados da presença desta espécie no Arquipélago de Martin Vaz, que fica a 40 km de Trindade. A espécie é restrita a este pequeno ponto no meio do Atlântico, o que a torna particularmente vulnerável a ameaças ambientais. A distribuição restrita do Acyrtus simon contribui para sua recomendação de ser categorizado como Vulnerável (VU) de acordo com os critérios da IUCN.
O Acyrtus simon habita recifes vulcânicos rasos da Ilha da Trindade. A espécie vive desde a zona entremarés até recifes com 15 metros de profundidade. O Acyrtus simon possui uma adaptação morfológica no ventre, uma ventosa, que lhe permite fixar-se ao substrato em ambientes com águas dinâmicas, resistindo a correntes fortes. É comum encontrar o Acyrtus simon abrigando-se em cavidades usadas por Diadema antillarum (ouriços-do-mar) durante o dia. Nestes abrigos, o peixe compartilha a proteção oferecida pelos espinhos dos ouriços com outras espécies endêmicas da Cadeia Vitória-Trindade, como Hypleurochilus brasil, Apogon americanus e outros hospedeiros.

## Descrição
O Acyrtus simon é um pequeno peixe-ventosa endêmico da Ilha da Trindade, com cerca de 3 cm de comprimento. Sua coloração vibrante inclui faixas vermelhas e brancas, cobertas por manchas vermelhas. A pupila é preta com margem branca, e a íris apresenta listras radiais.
O corpo é moderadamente deprimido, com cabeça deprimida e focinho íngreme. Possui uma ventosa no ventre, que permite fixar-se em ambientes de correnteza. A boca é terminal, com lábio superior largo, e dentes incisiformes e coniformes nas mandíbulas.
O diâmetro do olho e o espaço interorbital são proporcionais ao comprimento da cabeça. O disco adesivo possui fileiras de papilas. As nadadeiras peitoral, dorsal e caudal exibem padrões de cores distintos.

## Comportamento e ecologia
O Acyrtus simon é um peixe de pequeno porte com hábitos crípticos, frequentemente encontrado abrigando-se em cavidades utilizadas por ouriços-do-mar (Diadema antillarum) durante o dia. Essa espécie endêmica da Ilha da Trindade vive em recifes vulcânicos rasos, desde a zona entremarés até profundidades de 15 metros, onde utiliza sua ventosa ventral para se fixar ao substrato e resistir às fortes correntes. O comportamento de buscar abrigo nas cavidades dos ouriços permite ao Acyrtus simon compartilhar a proteção contra predadores oferecida pelos espinhos dos ouriços com outras espécies endêmicas da Cadeia Vitória-Trindade, como Hypleurochilus brasil, Apogon americanus e outros hospedeiros. A ecologia do Acyrtus simon está intrinsecamente ligada ao ambiente recifal da ilha, onde a disponibilidade de abrigos e a capacidade de adaptação às condições dinâmicas da água são cruciais para sua sobrevivência.

## Conservação
A conservação do Acyrtus simon é uma preocupação devido ao seu endemismo na Ilha da Trindade, tornando-o vulnerável a perturbações ambientais. Embora os peixes endêmicos da ilha não tenham sido avaliados pela IUCN, a exceção é o Scartella poiti, considerado Vulnerável devido à degradação do habitat associada à sua distribuição limitada. Outras espécies endêmicas de Trindade são consideradas VU devido aos riscos de pesca e comércio ornamental. A poluição por plástico é uma ameaça significativa, com rochas formadas por plástico já encontradas na ilha. A situação isolada da ilha permite que espécies únicas evoluam, mas também a torna suscetível à acumulação de resíduos plásticos trazidos pelas correntes marítimas. A espécie é recomendada para ser categorizada como Vulnerável de acordo com os critérios da IUCN. Esforços de conservação devem incluir a redução da poluição marinha, a proteção do habitat recifal e a monitorização contínua da população de Acyrtus simon para garantir sua sobrevivência.
1. 1 2 3 4 5  https://www.scielo.br/j/ni/a/VQvt8DHYcGZDRXVn9kXBXkn/abstract/?lang=pt#
2. 1 2  «Nova espécie de peixe é descoberta no arquipélago mais distante do litoral brasileiro». G1. 31 de jul. de 2023
3. 1 2  https://www.scielo.br/j/ni/a/VQvt8DHYcGZDRXVn9kXBXkn/?format=pdf&lang=en